# Catedral de Nuestra Señora de la Victoria (Victoria)
La catedral de Nuestra Señora de la Victoria (en inglés: Our Lady of Victory Cathedral) es una iglesia catedral y parroquia situada en Victoria, Texas, Estados Unidos. Es el asiento de la diócesis de Victoria en Texas.
La parroquia Nuestra Señora de la Victoria puede remontar sus raíces a 1956, cuando los familiares de Thomas O'Connor, y Martin O'Connor donaron veinte acres de tierra para una nueva parroquia Católica. Se colocó la piedra angular de la actual iglesia el 7 de abril de 1957 por el Arzobispo Robert E. Lucey de San Antonio y fue consagrada el 4 de noviembre del año siguiente . La Escuela de Nuestra Señora de la Victoria abrió en septiembre de 1957 .
La planificación inicial para la parroquia y la construcción de los edificios fue hecha por el Monseñor que era el pastor de Santa María en Victoria Frederick O'Beck. El Reverendo Henry Rolf fue nombrado el primer párroco el 12 de julio de 1958.